# الأرض المبكرة
يتم تعريف الأرض المبكرة بشكل عام على أنها تشمل الأرض في أول مليار عام، أو مليار سنة (Ga, 10 9 y)،  من تكوينها الأولي في النظام الشمسي الشاب عند حوالي 4.55 مليار سنة إلى وقت ما في الدهر السحيق في حوالي 3.5 مليار سنة. على مقياس الزمن الجيولوجي ، يشمل هذا الدهر الجهنمي بأكمله، بدءًا من تكوين الأرض منذ حوالي 4.6 مليار عام،  والحقبة السحيقة الأولى، التي بدأت منذ 4 مليارات عام، وجزء من الحقبة السحيقة المبكرة، التي بدأت منذ 3.6 مليار سنة، من الدهر السحيق.
شملت هذه الفترة من تاريخ الأرض تشكل الكوكب من السديم الشمسي عبر عملية تعرف باسم التنامي أو التراكم . شملت هذه الفترة الزمنية قصفًا نيزكيًا مكثفًا بالإضافة إلى تأثير تكوين القمر ، والذي أدى إلى تكوين سلسلة من محيطات الصهارة وحلقات تكوين اللُب للأرض. بعد تشكل اللُب، ربما قامت النيازك أو المذنبات بنقل الماء والمركبات المتطايرة الأخرى إلى الأرض. على الرغم من بقاء القليل من المواد القشرية من هذه الفترة، فإن أقدم عينة مؤرخة هي معدن الزركون الذي يبلغ عمره 4.404 ± 0.008 مليار سنة محصورًا في تكتل من الحجر الرملي المتحول في مرتفعات جاك في منطقة ناريير نيس في غرب أستراليا. يعود تاريخ أقدم قشرة أرضية (مثل حزام الحجر الأخضر في إيسوا ) إلى النصف الأخير من هذه الفترة، أي منذ حوالي 3.8 مليار سنة، وهو نفس وقت ذروة القصف الشديد المتأخر تقريبًا.
- الأرض المبكرة، تظهر كنقطة برتقالية في الفضاء.